# Vladimir Ivasjko
Vladimir Ivasjko (født 28. kotober 1932 i Poltava i Ukrainske SSR, død 13. november 1994 i Moskva) var en sovjetisk økonom og politiker i Sovjetunionens kommunistparti.
Han var den sidste generalsekretær i Sovjetunionens kommunistiske parti fra 24. august 1991 − 29. august 1991.